# Sombre Lake
Der Sombre Lake (englisch für Düsterer See) ist ein See auf Signy Island im Archipel der Südlichen Orkneyinseln. Er ist der nördlichste der drei Seen im Paternoster Valley im Nordosten der Insel.
Das UK Antarctic Place-Names Committee benannte ihn 1974 in Anlehnung an die Benennung der benachbarten Stygian Cove.